# Feuerwehrgesetz (Deutschland)
Ein Feuerwehrgesetz (auch Brandschutzgesetz, Feuerschutzgesetz oder ähnlich benannt) definiert den Begriff der Feuerwehr sowie deren Aufbau und Aufgaben. Die Gesetze lösten die seit dem Mittelalter verwendeten Feuerlöschordnungen ab.
Frühe Formen der gesetzlichen Regelung des Brandschutzes sind bereits aus der Römerzeit bekannt, in der sie durch patrouillierende Feuerwächter auf ihre Einhaltung kontrolliert wurden.
Die Feuerwehr betreffende Gesetzgebung liegt in Deutschland in den Händen der Bundesländer.
Es wird in der Regel zwischen Pflichtaufgaben, die jede Feuerwehr übernehmen muss, und Zusatzaufgaben, die nicht zu den obligatorischen Kernaufgaben gehören, unterschieden.
In der Regel werden auch die Aufgaben der Träger einer Feuerwehr beschrieben. Meist sind die Gemeinden für die Aufstellung und Unterhaltung einer Feuerwehr zuständig. Den Kreisen ist oft die Unterhaltung einer Leitstelle übertragen. Zum Beispiel ist aber in Nordrhein-Westfalen geregelt, dass Berufsfeuerwehren, auch von kreisangehörigen Gemeinden, eine Leitstelle unterhalten müssen. Darüber hinaus sind auch Vorschriften zu Ausbildungseinrichtungen (Landesfeuerwehrschule), zur Aufsicht über die und zur Führung der Feuerwehren enthalten. Es wird außerdem geregelt, wann eine Freiwillige Feuerwehr oder eine Berufsfeuerwehr aufzustellen ist. Ferner gibt es Regelungen zum Rechtsverhältnis der Feuerwehrleute. Im Allgemeinen dürfen die Gemeinden Details in Satzungen regeln. Bestimmte Ausgestaltungen der Gesetze können auch von übergeordneten Dienststellen durch Verwaltungsvorschriften oder Rechtsverordnungen geregelt werden.
In einigen Ländern (z. B. Bremen, Sachsen) ist der gesamte Komplex der Feuerwehr, des Rettungsdienstes und des Katastrophenschutzes in einem Gesetz geregelt. In der Mehrzahl der Länder wurden hier aber einzelne Gesetze erlassen.
Das Brandschutzgesetz bildet zusammen mit weiteren Vorschriften (wie z. B. baurechtliche Vorschriften durch Bauordnungen) die Brandschutzvorschriften, die beim Bau und der Unterhaltung von Gebäuden oder der Durchführung von Veranstaltungen einzuhalten sind. Auch die in einigen Ländern geltende Rauchwarnmelderpflicht ist im Baurecht zu finden.

## Übersicht der Feuerwehrgesetze der Bundesländer
| Land                   | Titel | Kurztitel                                             | Abkürzung  | Gesetz | Online |
| ---------------------- | --- | ----------------------------------------------------- | ---------- | --- | ------ |
| Baden-Württemberg      | Feuerwehrgesetz                                                                                                  | —                                                     | FwG        | Feuerwehrgesetz (FwG) vom 1. April 1956, zuletzt geändert am 21. Mai 2019 (GBl. S. 161, 185) | Online |
| Bayern                 | Bayerisches Feuerwehrgesetz                                                                                      | —                                                     | BayFwG     | Bayerisches Feuerwehrgesetz – BayFwG – vom 23. Dezember 1981 (BayRS 215-3-1-I), zuletzt geändert durch Gesetz vom 8. Juli 2025 (GVBl. S. 215) | Online |
| Berlin                 | Gesetz über die Feuerwehren im Land Berlin                                                                       | Feuerwehrgesetz                                       | FwG        | Gesetz über die Feuerwehren im Land Berlin (Feuerwehrgesetz – FwG) vom 23. September 2003, zuletzt geändert durch Artikel 1 des Gesetzes vom 09. Mai 2016 (GVBl. 2003, 457) | Online |
| Brandenburg            | Gesetz über den Brandschutz, die Hilfeleistung und den Katastrophenschutz des Landes Brandenburg                 | Brandenburgisches Brand- und Katastrophenschutzgesetz | BbgBKG     | Gesetz über den Brandschutz, die Hilfeleistung und den Katastrophenschutz des Landes Brandenburg vom 24. Mai 2004 (Brandenburgisches Brand- und Katastrophenschutzgesetz – BbgBKG), zuletzt geändert durch Artikel 2 des Gesetzes vom 19. Juni 2019 (GVBl.I/19, [Nr. 43], S. 25) | Online |
| Bremen                 | Bremisches Hilfeleistungsgesetz                                                                                  | —                                                     | BremHilfeG | Bremisches Hilfeleistungsgesetz (BremHilfeG) vom 21. Juni 2016 (Brem.GBl. Nr. 25 vom 30. Juni 2016, S. 348), zuletzt geändert durch Gesetz vom 20. September 2022 | Online |
| Hamburg                | Feuerwehrgesetz                                                                                                  | —                                                     | —          | Feuerwehrgesetz Hamburg (FeuerwG) vom 23. Juni 1986, zuletzt geändert durch Gesetz vom 18. Mai 2018 (HmbGVBl, S. 487) | Online |
| Hessen                 | Hessisches Gesetz über den Brandschutz, die Allgemeine Hilfe und den Katastrophenschutz                          | Hessisches Brand- und Katastrophenschutzgesetz        | HBKG       | Hessisches Gesetz über den Brandschutz, die Allgemeine Hilfe und den Katastrophenschutz (HBKG), zuletzt geändert durch Gesetz vom 30. September 2021 | Online |
| Mecklenburg-Vorpommern | Gesetz über den Brandschutz und die Technischen Hilfeleistungen durch die Feuerwehren für Mecklenburg-Vorpommern | Brandschutz- und Hilfeleistungsgesetz M-V             | BrSchG     | Gesetz über den Brandschutz und die Technischen Hilfeleistungen durch die Feuerwehren für Mecklenburg-Vorpommern (Brandschutz- und Hilfeleistungsgesetz M-V – BrSchG), zuletzt geändert durch Gesetz vom 9. August 2024                                                          | Online |
| Niedersachsen          | Niedersächsisches Gesetz über den Brandschutz und die Hilfeleistung der Feuerwehr                                | Niedersächsisches Brandschutzgesetz                   | NBrandSchG | Niedersächsisches Gesetz über den Brandschutz und die Hilfeleistung der Feuerwehr (Niedersächsisches Brandschutzgesetz – NBrandSchG) | Online |
| Nordrhein-Westfalen    | Gesetz über den Brandschutz, die Hilfeleistung und den Katastrophenschutz                                        | —                                                     | BHKG       | Gesetz über den Brandschutz, die Hilfeleistung und den Katastrophenschutz (BHKG) vom 17. Dezember 2015, zuletzt geändert durch Gesetz vom 1. Juli 2021 | Online |
| Rheinland-Pfalz        | Landesgesetz über den Brandschutz, die allgemeine Hilfe und den Katastrophenschutz                               | Brand- und Katastrophenschutzgesetz                   | LBKG       | Landesgesetz über den Brandschutz, die allgemeine Hilfe und den Katastrophenschutz (LBKG) | Online |
| Saarland               | Gesetz über den Brandschutz, die Technische Hilfe und den Katastrophenschutz im Saarland                         | —                                                     | SBKG       | Gesetz über den Brandschutz, die Technische Hilfe und den Katastrophenschutz im Saarland (SBKG) | Online |
| Sachsen                | Sächsisches Gesetz über den Brandschutz, Rettungsdienst und Katastrophenschutz                                   | —                                                     | SächsBRKG  | Sächsisches Gesetz über den Brandschutz, Rettungsdienst und Katastrophenschutz (SächsBRKG) | Online |
| Sachsen-Anhalt         | Brandschutz- und Hilfeleistungsgesetz des Landes Sachsen-Anhalt                                                  | Brandschutzgesetz                                     | BrSchG     | Brandschutz- und Hilfeleistungsgesetz des Landes Sachsen-Anhalt in der Fassung der Bekanntmachung vom 7. Juni 2001 (Brandschutzgesetz – BrSchG), zuletzt geändert durch Artikel 1 des Gesetzes vom 24. März 2020 (GVBl. LSA S. 108)                                              | Online |
| Schleswig-Holstein     | Gesetz über den Brandschutz und die Hilfeleistungen der Feuerwehren                                              | Brandschutzgesetz                                     | BrSchG     | Gesetz über den Brandschutz und die Hilfeleistungen der Feuerwehren (BrSchG), zuletzt geändert durch Gesetz vom 13. April 2022 | Online |
| Thüringen              | Thüringer Gesetz über den Brandschutz, die Allgemeine Hilfe und den Katastrophenschutz                           | Thüringer Brand- und Katastrophenschutzgesetz         | ThürBKG    | Thüringer Gesetz über den Brandschutz, die Allgemeine Hilfe und den Katastrophenschutz (Thüringer Brand- und Katastrophenschutzgesetz – ThürBKG –) | Online |